# ستيفن بولارد
ستيفن بولارد (13 مارس 1971 - )  (بالإنجليزية: Stephen Pollard)‏ هو لاعب كريكت بريطاني.